# Whiplash (banda)
Whiplash es una banda de thrash metal fundada en Passaic, Nueva Jersey, EE. UU. por Tony Portaro (voz y guitarra), Tony Scaglione (batería) y Tony Bono (bajo). Cuando Scaglione se pasó a Slayer en 1986, fue sustituido por Joe Cangelosi, cuyo primer disco en la banda fue Tickets to Mayhem. A continuación entraría Glenn Hanson en sustitución del cantante Tony Portaro, quien grabó el disco Insult to Injury. La banda se dividió en 1990 pero se reformó en 1996 para dar una serie de conciertos y grabar dos álbumes. Poco después, en 1998, los tres Tonys (Scaglione, Bono y Portaro), se reunieron para grabar el último álbum de la banda, Thrashback.
En 2002, el bajista Tony Bono murió de un ataque al corazón a los 38 años.
En 2007 la banda se vuelve a reunir con Tony Portaro, Joe Cangelosi y Rich Day (ex-primal scream) sustituyendo al fallecido Tony Bono. Juntos graban el disco Unborn Again que sale a la luz el año 2009. El año 2011 Joe Cangelosi es echado de la banda entrando Dan Foord en su lugar, así como Rich Day que es sustituido por Dank Delong. Tony Portaro decidió tomar esta decisión tras pensar en que así, intentando volver un poco a los orígenes de la banda.

## Discografía

### Discos de estudio
- 1986: Power and Pain
- 1987: Ticket to Mayhem
- 1990: Insult to Injury
- 1996: Cult of One
- 1997: Sit Stand Kneel Prey
- 1998: Thrashback
- 2009: Unborn Again

### Demos
- 1984: Fire Away
- 1984: Thunderstruk
- 1985: Looking Death in the Face
- 1985: Untitled 3 Track demo